# Claude Vivier
Claude Vivier   (Montreal, 14 d'abril de 1948 - 11è districte de París, 7 de març de 1983) fou un compositor canadenc.

## Biografia
Vivier va néixer de pares desconeguts a Montreal. Va ser adoptat en l'edat de tres anys per una família francocanadenca humil. Des dels tretze anys, va assistir a internats dirigits pels germans maristes, un orde religiós que preparava els nois per a una vocació en el sacerdoci. El 1966, a divuit anys, es va demanar a Vivier que deixés el noviciat per "falta de maduresa". Les seves primeres obres daten d'aquest període. Sempre va ser obertament gai.
El 1971, després d'estudiar amb Gilles Tremblay, va estudiar durant tres anys a Europa, primer amb Gottfried Michael Koenig a l'Institut de Sonologia d'Utrecht i després a Colònia amb Karlheinz Stockhausen.

## Carrera
Vivier va aprendre molt de Stockhausen, i les seves primeres obres tenen aspectes derivats del seu professor, tot i que les seves obres posteriors tenen poca semblança. El 1974, va tornar a Mont-real i va començar a establir la seva reputació. Va passar alguns anys viatjant al Japó, Bali i l'Iran.
L'òpera Kopernikus de Vivier, amb el seu propi llibret, es va estrenar el 8 de maig de 1980 al Monument-National de Montreal.
El 1982, Vivier es va traslladar a París. Va ser assassinat allà el 7 de març de 1983 per Pascal Dolzan, un truqueur de dinou anys sense llar (algú que pretén acceptar avenços sexuals per guanyar l'oportunitat de robar o fer mal a la víctima) que havia conegut aquella nit en un bar. El seu cos va ser descobert a casa seva molt més tard el 12 de març.

## Biografia
- Gilmore, Bob. Claude Vivier. La vida d'un compositor. Universitat de Rochester Press, Rochester, 2014.